# Habropoda semifulva
Habropoda semifulva är en biart som först beskrevs av Cockerell 1905.  Habropoda semifulva ingår i släktet Habropoda och familjen långtungebin. Inga underarter finns listade i Catalogue of Life.